# Diego Flores (trener piłkarski)
Rodolfo Diego Flores (ur. 11 grudnia 1980 w Córdobie) – argentyński trener piłkarski, od 2025 roku prowadzi izraelski Maccabi Hajfa.